# Music (Erick Sermon)
| Recensione | Giudizio |
| ---------- | -------- |
| AllMusic   | [ 1 ]    |
| RapReviews | [ 2 ]    |

Music è il quarto album del rapper statunitense Erick Sermon, pubblicato nel 2001 da J Records e dalla BMG.

## Tracce
Musiche di Erick Sermon, Rockwilder (traccia 2).
1. Rapture – 0:04
2. It's Nuttin' (feat. Daytona & Khari) – 3:12
3. Come Thru – 3:13
4. Music (feat. Marvin Gaye) – 3:43
5. Skit I – 1:05
6. Now What's Up (feat. Redman & Sy Scott) – 3:39
7. I'm That N***A – 3:11
8. Genius E Dub (feat. Olivia) – 3:37
9. Skit II – 1:43
10. Ain't No Future....2001 – 4:11
11. Do-Re-Mi (feat. LL Cool J & Scarface) – 3:43
12. I'm Hot – 3:48
13. Up Them Thangs (feat. Caddillac Tah) – 3:37
14. The Sermon – 3:04
15. Skit III – 1:49
16. Music (Remix) (feat. Redman & Marvin Gaye) – 3:36

## Classifiche settimanali
| Classifica (2001)         | Posizione raggiunta |
| ------------------------- | ------------------- |
| Stati Uniti               | 33                  |
| US Top R&B/Hip-Hop Albums | 8                   |